# Тегловна функция
Тегловна (претеглена) функция в математиката се използва, когато трябва да се изчисли сума, средно аритметично, интеграл и т.н. над множество от елементи, и да се придаде различна тежест на различните елементи в множеството. Така едни елементи имат по-голяма тежест или влияние в крайния резултат в сравнение с други елементи от същото множество. Резултатът от приложението на претеглена функция е претеглена сума или претеглено средноаритметично. Тегловните функции често се използват в статистиката и математическия анализ, и са тясно свързани с понятието за мярката; ползват се както над дискретни, така и над непрекъснати множества.
В дискретния случай, тегловната функция {\displaystyle \scriptstyle w\colon A\to {\mathbb {R} }^{+}} е положителна функция, дефинирана над дискретно множество {\displaystyle A}, което обичайно е крайно или изброимо. Тегловата функция {\displaystyle w(a):=1} отговаря на непретегления случай, при който всички елементи в множеството имат равни тегла.
Ако функцията {\displaystyle \scriptstyle f\colon A\to {\mathbb {R} }} е реалночислена функция, то непретеглената сума на {\displaystyle f} on {\displaystyle A} се дефинира като
{\displaystyle \sum _{a\in A}f(a);}
а за дадена тегловна функция {\displaystyle \scriptstyle w\colon A\to {\mathbb {R} }^{+}}, претеглената сума се определя като
{\displaystyle \sum _{a\in A}f(a)w(a).}